# Аркатиакерт

Великая Армения

Аркатиакерт или иначе Каркатиокерт (арм. Կարկաթիոկերտ) (Аркатакерт, Еркатакерт) — одна из столиц Цопка — юго-западной области Великой Армении. Город был основан в середине II века до н. э. Аркатиакерт являлся значительным центром эллинистического мира.

## История города
Страбон называл этот древнеармянский город «Каркафиокерта». Другие авторы упоминали его под названием «Аркатиокерт». Город также был известен как «Епифания». Географическое местоположение города точно не установлено. Некоторые исследователи считают, что город располагался на месте крепости Ангхт — главной крепости гавара Ангхтун, другие — крепости Зинта, третьи — Харберд. Также существует предположение различных авторов, что на месте Аркатиакерта располагался Амид-Диарбекир или Тигранакерт-Мартирополь. Наиболее вероятной является предположение о том, что Аркатиокерт находился на месте крепости Ангхт гавара Ангхтун или в её окрестностях. Развалины же крепости Ангхт находятся недалеко от верхнего течения Западного Тигра, в 4 км от озера Цовк, на левом берегу нижнего течения Арацани.
Письменных свидетельств об основании города не сохранилось. Однако из косвенных источников известно, что город существовал с VIII—VII веков до н. э. и переживал расцвет в эпоху эллинизма, особенно во II—I веках до н. э. Аркатиокерт был самой древней столицей царства Цопк и находился на большом и оживленном южном торговом пути, который существовал с VII—VI веков до н. э. Аркатиокерт был известен как многолюдный и процветающий город. В конце III века до н. э. и начале II века н. э. Аркатиокерт стал крупным центром внутренней и внешней торговли и ремёсел. В период армяно-селевкидской войны в 165 году до н. э. Антиох IV Эпифан захватил город и переименовал его в Епифанию.

## Историография
Первое письменное свидетельство об Аркатиокерте принадлежит Страбону. Армянские историографы этот город не упоминают, поэтому сложно представить его дальнейшую историю. Существует предположение, что как и другие древние города Аркатиокерт утратил своё былое значение, так как на смену древним городам пришли новые феодальные города, а Аркатиокерт со временем превратился в феодальный замок.